# Arvid Enarsson
Arvid Enarsson, född 20 juli 1912 i Laxarby socken, Älvsborgs län, död 28 april 1971 i Laxarby, var en svensk politiker i moderaterna.
Enarsson var riksdagsledamot i första kammaren 1961-1968, i andra kammaren 1969-1970 och tillhörde den nya enkammarriksdagen efter valet hösten 1970.

## Källa